# Кипкосгеи, Люк
Люк Кипкосгеи — кенийский легкоатлет, который специализировался в беге на средние и длинные дистанции. Победитель Игр доброй воли 1998 года и серебряный призёр 2001 года на дистанции 5000 метров. Победитель финала гран-при IAAF 2000 года в беге на 3000 метров. Чемпион Австралии в беге на 10 000 метров в 1998, 1999 и 2001 годах.
Выступал на чемпионате мира по кроссу 2002 года, где занял 2-е место в личном первенстве на короткой дистанции и стал победителем в командном зачёте.
В 2010 году занял 2-е место на Антверпенском марафоне — 2:14.37.